# Senat (Bermuda)
Der Senat von Bermuda (Senate of Bermuda) ist das Oberhaus des Parlaments von Bermuda, das auf dem Zweikammersystem nach Vorbild des britischen Westminster-Systems basiert.
Der Senat besteht aus elf Mitgliedern, die alle vom Gouverneur ernannt werden. Fünf davon auf Vorschlag des Premierministers, drei auf Vorschlag des Oppositionsführers (Leader of the Opposition) sowie drei weitere aufgrund eines eigenen Rechts des Gouverneurs, die damit quasi politisch unabhängig sind. Die Mitglieder des Unterhauses, dem House of Assembly, werden hingegen in allgemeinen Wahlen gewählt.
Derzeitige Präsidentin des Senats ist Carol A. M. Bassett.

## Geschichte
Der Rahmen der Verwaltung Bermudas wurde durch die Somers Isles Company bereits 1620 gebildet und unter britischer Kontrolle ab 1684 ausgeweitet. Diese hatte bis 1968 bestand, ehe sie aufgrund der 1966 in London abgehaltenen Verfassungskonferenz (Constitutional Conference) verändert wurde. Die einzige wesentliche Änderung bis dahin war die Ersetzung des Gouverneursrates (Governor’s Council) 1888 durch zwei neugeschaffene Körperschaften: ein Exekutivrat (Executive Council) sowie ein Legislativrat (Legislative Council). Aus dem Exekutivrat entstand 1973 das Kabinett, während der Name des Legislativrates 1980 in Senat geändert wurde.
Als Ergebnis dieser Änderungen von 1888 bestand die Exekutive aus dem Gouverneur und dem Exekutivrat, der sich aus leitenden Verwaltungsbeamten und fünf oder sechs Repräsentanten des House of Assembly zusammensetzte. Alle Mitglieder des Exekutivrates wurden vom Gouverneur ernannt. Die Legislative wurde durch die Änderung 1888 zu einem Zweikammersystem, so dass das Parlament fortan aus dem House of Assembly als Unterhaus und dem Legislative Council als Oberhaus bestand. Der Legislativrat setzte sich damals ebenfalls aus Verwaltungsbeamten und anderen Mitgliedern zusammen, die ebenfalls allesamt vom Gouverneur ernannt wurden.
Nach Verabschiedung der notwendigen Gesetze wurde der Exekutivrates 1973 in Kabinett umbenannt, ehe nach der zweiten Verfassungskonferenz von Bermuda 1979 in Warwick Camp der Legislativrat in Senat umbenannt wurde. 1980 trat das Oberhaus erstmals unter dem neuen Namen zusammen. Jennifer M. Smith, die zwischen November 1998 und Juli 2003 erste Premierministerin der Progressive Labour Party wurde, war 1980 die erste Person, die zum Mitglied des Senats ernannt wurde. Marjorie Bean war die erste und einzige Frau, die Mitglied des Legislativrates war.

## Präsidenten des Legislativrates und des Senats

### Verwaltung des Senats
Den Vorsitz über den Senat übt der President of the Senate aus, der damit Präsident des Oberhauses des Parlaments ist. Der Senatspräsident leitet die Sitzungen im Rahmen der Tagesordnung (Business Papers / Order Papers) und die Debatten zu den Gesetzgebungsverfahren. Ferner leitet er die Beantwortung der Fragestunden aufgrund mündlicher oder schriftlicher Anfragen (Parliamentary Questions) in die Wege. Dies gilt auch bei Nachfragen zu Regierungserklärungen (Ministerial Statements). Dabei achtet er insbesondere auf die Einhaltung der Geschäftsordnung des Senats (Senate Standing Orders).
Der Senatspräsident wird bei seiner Arbeit durch den Leiter der Senatsverwaltung (Clerk to the Senate) unterstützt, der zugleich Stellvertretender Leiter der Parlamentsverwaltung (Deputy Clerk to the Legislature) ist. Derzeitiger Clerk of the Senate ist Clark Somner.

### Liste der Präsidenten des Legislativrates und des Senats
| Name                            | Beginn der Amtszeit             | Ende der Amtszeit               |
| Präsidenten des Legislativrates | Präsidenten des Legislativrates | Präsidenten des Legislativrates |
| ------------------------------- | ------------------------------- | ------------------------------- |
| Josiah Rees                     | 1888                            | 1899                            |
| S. Brownlow Grey                | 1900                            | 1904                            |
| H. C. Gollan                    | 1904                            | 1911                            |
| P. M. C. Sheriff                | 1912                            | 1917                            |
| C. Rees-Davies                  | 1917                            | 1923                            |
| K. J. Beatty                    | 1924                            | 1927                            |
| S. O. Rowan Hamilton            | 1927                            | 1939                            |
| R. C. Hollis Hallett            | 1939                            | 1941                            |
| C. G. Brooke Francis            | 1941                            | 1952                            |
| J. Trounsell Gilbert            | 1952                            | 1958                            |
| Newnhan A. Worley               | 1958                            | 1960                            |
| Allen C. Smith                  | 1960                            | 1961                            |
| Myles John Abbott               | 1961                            | 1968                            |
| George O. Ratteray              | 1969                            | 1980                            |
| Präsidenten des Senats          |                                 |                                 |
| Hugh E. Richardson              | 1980                            | 1987                            |
| Albert S. Jackson               | 1987                            | 1998                            |
| Alfred T. Oughton               | 1998                            | 2008                            |
| Carol A. M. Bassett             | 2008                            | amtierend                       |

## Arbeit des Senats

### Gesetzgebungsverfahren
Die meisten Gesetzentwürfe (Bills) durchlaufen beide Kammern des Parlaments, wobei Gesetzentwürfe zunächst dem House of Assembly vorgelegt werden. Es gibt vier Arten von Gesetzentwürfen im House of Assembly. Die Public Bills werden vom zuständigen Fachminister der Regierung vorgelegt. Des Weiteren können Gesetzesentwürfe von der Opposition (Opposition Bills) sowie durch einen einzelnen Abgeordneten als sogenannte Private Member’s Bills vorgelegt werden. Schließlich gibt es die sogenannten Private Bills, die von einer Organisation oder einer Gruppe von Einzelpersonen stammen und über einen Hinterbänkler (Backbencher) dem House of Assembly vorgelegt werden. Dieser Hinterbänkler ist in den meisten Fällen Mitglied der Mehrheitspartei, jedoch kein Minister.
Die Gesetzesberatung findet in fünf Teilen statt:
- Erste Lesung (First Reading): Formelle Präsentation des Gesetzesentwurfs
- Zweite Lesung (Second Reading): Generelle Grundsatzdebatte im Unterhaus
- Detaillierte Besprechung und Zusatzanträge in Fachausschüssen (Committee)
- Bericht über Zusatzanträge der Fachausschüsse und Möglichkeit zur Einbringung anderer Ergänzungen
- Dritte Lesung (Third Reading): Abschlussdebatte über den gesamten Gesetzentwurf mit Ergänzungen

Nach Abschluss der Gesetzesberatung im House of Assembly wird ein Gesetzentwurf durch den Speaker unterzeichnet und dann dem Senat vorgelegt. Dort wird der Gesetzentwurf nach dem gleichen Ablauf beraten. Nachdem ein Gesetzentwurf in beiden Häusern beraten wurde, wird es den Büros des Premierministers und des Generalstaatsanwalts (Attorney General) zur Prüfung vorgelegt, ehe es schließlich dem Gouverneur zur Unterzeichnung und Zustimmung vorgelegt wird.

### Ausschüsse
Der Senat hat im Wesentlichen keine eigenen Ausschüsse, sondern sendet nur Vertreter in nachfolgende Gemeinsame Parlamentsausschüsse (Joint Committees of the Legislature):
- Register of Members’ Interest Committee (Ausschuss zur Unterstützung der Arbeit der Parlamentsmitglieder): Dieser Ausschuss überprüft des Weiteren die persönlichen Interessen der Parlamentsmitglieder, unter anderem hinsichtlich möglicher Einflussnahmen auf Gesetzgebungsverfahren. Zum Zuständigkeitsbereich gehört damit auch die Abgabe der jeweiligen Ehren- und Interessenerklärung der Abgeordneten[2] Vorsitzender des Ausschusses ist Dennis P. Lister
- Joint Select Committee on Private Bills (Gemeinsamer Parlamentsausschuss für private Gesetzesentwürfe): Vorsitzende Suzzan Roberts-Holshouser

### Aufwandsentschädigung
Die Senatoren erhalten eine jährliche Aufwandsentschädigung von 30.367 BD$. Dem Präsidenten des Senats steht eine erhöhte Aufwandsentschädigung von 45.548 BD$ zu, ebenso wie dem Vizepräsidenten des Senats, der eine jährliche Aufwandsentschädigung von 33.675 BD$ erhält.